# كولن أديسون
كولن أديسون (بالإنجليزية: Colin Addison)‏ مواليد 18 مايو 1940 في إنجلترا، هو لاعب كرة قدم إنجليزي سابق كان يلعب كلاعب وسط. لعب خلال مسيرته 413 مباراة سجل خلالها 127 هدفاً.

## المسيرة الاحترافية

### أندية لعب لها
- نوتينغهام فورست
- نادي آرسنال
- شيفيلد يونايتد

## روابط خارجية
- كولن أديسون على موقع قاعدة بيانات كرة القدم.إي يو (الإنجليزية)
- كولن أديسون على موقع Soccerbase.com (مدرب) (الإنجليزية)